# Mausu Promotion
株式會社Mausu Promotion（日語：株式会社マウスプロモーション）是日本一家位於東京都新宿區的聲優經紀公司。簡稱「Mausu」或「Mausu Pro.」。

## 公司概要
Mausu Promotion的原名是「有限公司江崎Production」，成立於1974年4月8日，創辦人是江崎加子男。1995年株式會社化，2000年7月20日更名為現稱。至於經紀公司名稱Mausu的由來，不是英語的「口」（mouth）而是「鼠」（mouse）（兩者的日語片假名寫法一樣）。也因此該經紀公司的吉祥物是一隻老鼠的角色。
Mausu Promotion成立之後，英文名稱使用的不是「mouse」，而是跟日語羅馬字一樣都用「mausu」
Mausu Promotion旗下有專屬的聲優培訓學院、及專門從事音響製作和錄音工作室之兄弟企業STUDIO MAUSU。
創辦人江崎加子男從代表董事辭職後，由所屬聲優納谷六朗的妻子納谷光枝、及長男納谷僚介擔任社長。

## 現任董事
- 代表董事社長：長谷川崇子[1]
- 董事：間瀨博美[1]

## 所屬聲優

### 男性
| 行 - 安齊一博 - 石上裕一 - 市來光弘 - 伊藤健太郎 - 井上拓真 - 井上雄貴 - 伊丸岡篤 - 岩中睦樹 - 臼木健士朗 - 江川大輔 - 遠藤大輔 - 大川透 - 大谷祐貴 - 大塚明夫 - 大泊貴揮 - 大野智敬 - 小形滿 - 奧村翔 - 尾上翔 - 小野塚貴志 | 行 - 唐戶俊太郎 - 河西健吾 - 菊地達弘 - 菊本平 - 木島隆一 - 木田祐 - 櫛田泰道 - 楠見尚己 - 高坂知也 - 小上裕通 - 金野潤 行 - 坂出雅樹 - 坂卷學 - 鹽尻浩規 - 新川麗 - 新垣樽助 - 關口英司 - 園江治 | 行 - 高橋英則 - 寺杣昌紀 - 德永佑太 行 - 中庸助 - 中村太亮 - 中村俊洋 - 永野善一 - 西谷亮 行 - 濱田賢二 - 半澤敦史 - 平林剛 - 廣瀨淳 - 渡宏嗣 - 福松進紗 - 古田一紀 - 星野佑典 - 本多諒太 | 行 - 增田隆之 - 松本忍 - 宮澤真一 - 三好晃祐 - 三輪隆博 - 村上聰 - 茂木孝允 - 森田順平 - 森山和輝 行 - 湯淺雅恭 - 吉野貴宏 |

### 女性
| 行 - 愛原亞里沙 - 足立由夏 - 飯沼南實 - 五十嵐裕美 - 遠藤勝代 - 大谷育江 - 大野柚布子 - 大橋步夕 - 岡田榮美 - 岡村明美 - 織部由香里 行 - 加隈亞衣 - 加藤優里 - 上川優 - 龜井芳子 - 神田美夏 - 菅野真衣 - 岸本望 - 喜田亞由美 - 木附久美子 - 楠見藍子 - 久保田梨沙 - 黑澤朋世 - 桑原由氣 - 神山裕紀 - 小島幸子 - 小橋里美 - 胡麻鶴彩 | 行 - 齋藤小浪 - 佐藤梓 - 鹽谷綾子 - 杉山里穗 - 澤海陽子 - 陶山惠實里 - 關口理 - 園田惠子 行 - 高井舞香 - 高田憂希 - 田中貴子 - 谷育子 - 谷井明日香 - 種田文子 - 步美 - 津田里穗 - 椿理沙 - 寺依沙織 | 行 - 中惠光城 - 中島唯 - 中村櫻 - 長尾步 - 鍋井真紀子 - 西川舞 - 西田望見 行 - 秦佐和子 - 羽鳥靖子 - 濱口綾乃 - 春瀨夏實 - 冰上恭子 - 日野佑美 - 廣田悠美 - 古川玲 - 古木望 - 細野雅世 | 行 - 前田真里 - 增田由紀 - 松浦知惠 - 松嵜麗 - 三浦綾乃 - 水間友美 - 村瀨迪與 - 村田遙 - 森奈奈子 - 森永理科 - 森本73子 - 森谷里美 行 - 柳原可奈子 (聲優) - 山口裕美子 - 湯淺楓 - 吉田聖子 行 - 渡邊優里奈 |

## 過往所屬聲優

### 男性
| 行 - 秋元羊介（現所屬：Office PAC） - 青木誠（自由職業） - 伊井篤史（現所屬：ARTSVISION） - 石井真（現所屬：remax） - 石田彰（現所屬：PEERLESS GERBERA） - 岩田安生（在籍中死去） - 上田燿司（現所屬：Amuleto） - 大木民夫（在籍中死去） - 大須賀純（現所屬：Amuleto） - 大西真央 - 奧田啓人（現所屬：Theatre Echo） - 小野英昭（自由職業） - 小野大輔（自由職業） 行 - 掛川公岳 - 風間健太郎 - 樫井笙人（現所屬：81 Produce） - 加瀨康之（現所屬：大澤事務所） - 加藤正之（在籍中死去） - 加藤將之（現所屬：賢Production） - 屋昌伸（現所屬：東京俳優生活協同組合） - 岸祐二（現所屬：Cube） - 北村弘一（在籍中死去） - 木村拓（現所屬：ACT.OZ） - 吳圭崇（自由職業） - 黑田崇矢（現所屬：AXL ONE） - 桑原利晃（現所屬：Across Entertainment） - 小泉智朗（現所屬：WONDER SPACE （页面存档备份，存于）） - 鄉里大輔（移籍青二Production之後於在籍中死去） - 越田直樹（引退） - 後藤淳一（移籍nexeed之後於在籍中死去） 行 - 阪口周平（現所屬：Aksent） - 佐藤雄大（現所屬：Bell Production） - 柴田創一郎（現所屬：Marie Enterprise） - 俊介（移籍青二Production之後於在籍中死去） - 清水敏孝（在籍中死去） - 塾一久（現所屬：Kenyu Office） - 白鳥修馬 - 鈴木正和（現所屬：Aksent） | 行 - 高瀨右光（現所屬：Aksent） - 田中秀幸（現所屬：青二Production） - 千千和龍策（自由職業） - 千葉順二（在籍中死去） - 丁田政二郎 - 塚田正昭（在籍中死去） - 坪井智浩（現所屬：81 Produce） 行 - 納谷六朗（在籍中死去） 行 - 東尚樹（現所屬：ALBA） - 福田彥太 - 星野充昭（現所屬：ARTSVISION） - 細谷佳正（自由職業） - 穗積隆信（在籍中死去） 行 - 松尾大亮（自由職業） - 真殿光昭（現所屬：青二Production） - 幹本雄之（現所屬：ARTSVISION） - 水谷直樹（現所屬：WONDER SPACE） - 望月英（現所屬：Production Ace） - 宮內幸平（移籍青二Production之後於在籍中死去） - 森利也 - 諸田和典 - 古田一紀（現所屬：VOICE KIT） 行 - 矢薙直樹（現所屬：FreeMarch代表） - 山口翔平（現所屬：WONDER SPACE） - 鎗田順吉（在籍中死去） - 橫尾博之（現所屬：Production baobab） 行 - 渡邊英雄（現所屬：Liberta） |

### 女性
| 行 - 逢澤由理香（現所屬：Stay Luck） - 青木紀子（現所屬：aptepro） - 阿久津加菜（引退） - 淺井清己（現所屬：D-COLOR） - 淺野琉璃（引退） - 伊藤亞矢子 - 伊藤歌奈子 - 乾政子 - 井上喜久子（現所屬：Office Anemone、Velvet Office（旁白部門）） - 大野繪理（現所屬：Liberta） - 大橋世津（現所屬：KeKKe Corporation） - 大原桃子（引退） - 岡本茉利（現所屬：81 Produce） - 奧島和美 - 小野未喜 - 小野涼子（現所屬：POWER RISE） 行 - 香椎邦子（在籍中死去） - 梶山春香（現所屬：Production Ace） - 片岡身江（現所屬：Kenyu Office） - 木川繪理子 - 桐木山花 - 倉持良子 - 黑田彌生 - 幸田夏穗（現所屬：81 Produce） - 幸田直子（現所屬：MOUVEMENT） - 小池亞希子（現所屬：ARTSVISION） - 神代知衣（現所屬：81 Produce） - 高野麻里佳（現所屬：青二Production） - 小暮英麻（自由職業） - 兒玉彩伽（現所屬：Liberta） - 小林希唯（現所屬：81 Produce） - 近藤玲子（在籍中死去） - 紺乃千鶴（舊藝名：石川千鶴） 行 - 齋藤惠理（現所屬：Aksent） - 齊藤昌（在籍中死去） - 佐藤百合 - 澤城美雪（現所屬：青二Production） - 定岡小百合（現所屬：Production Ace） - 重松朋（自由職業） - 設樂麻美（現所屬：Production Ace） - 須藤繪里花 - 瀨口昌代 - 世戶沙織（自由職業） | 行 - 田上由希子（引退） - 田中久美（自由職業） - 田中敦子（在籍中死去） - 高森奈緒（現所屬：Production Ace） - 田百合（現所屬：劇團民藝） - 津野田成美（現所屬：Honey Rush） - 津村真琴（現所屬：青二Production） - 戶田亞紀子（現所屬：D-COLOR） - 巴菁子（現所屬：81 Produce） - 友野富美子 行 - 中澤彌生 - 永迫舞（引退） - 西野陽子（自由職業） - 野本繪理 行 - 長谷瞳（現所屬：三木Production） - 濱野由紀（現所屬：ALBA） - 藤田玲奈 - 藤原明 行 - 松尾佳 - 松崎史子 - 水野樹里 - 水間真紀（自由職業） - 水杜明壽香（現所屬：Art Group） - 香織（自由職業） - 武藤禮子（移籍青二Production之後於在籍中死去） - 森夏姬（現所屬：ARTSVISION） 行 - 安士百合野（現所屬：M&S Company （页面存档备份，存于）） - 安田奈緒子（現所屬：Style Cube) - 彌永和子（移籍81 Produce之後於在籍中死去） - 山戶惠 - 山本彩乃（現所屬：amuleto） - 米山有佳子 - 與野光（自由職業） |

## 從Mausu Promotion獨立的聲優事務所
- PEERLESS GERBERA（2011年）

## Mausu Promotion舞台公演喜劇
- 第1回公演：本誘拐誠
- 第2回公演：新版·相法概
- 第3回公演：田
- 第4回公演：花
- 第5回公演：銀赤

## Mausu Promotion聲優合作的相關作品
- 櫻蘭高校男公關部
- 神無月的巫女
- 交響詩篇艾蕾卡7
- Cybersix（日语：サイバーシックス）
- 三國演義...獨立局電視網播出、市售錄影帶版
- 3年B班金八老師 成為傳說中的教師！
- 十二生肖爆烈戰士
- 銀河飛龍
- 星艦奇航記：重返地球
- 迷糊軟網社
- HEARTWORK（日语：HEARTWORK）（遊戲版及OVA版）
- VOICE STATION HOTEL MAUSU
- 我們的太陽－關西電台每週五深夜～週六凌晨0時30分～1時00分播出，至2006年1月結束。由2～3名所屬聲優每個月輪班主持。
- 浮游泉大冒險
- ×××HOLiC
- （於非影像化內容〈講談社輕小說文庫各種作品，Hello Kitty一起！（日语：ハローキティといっしょ!）〉擔任配音）
- 落語天女（製作）
- 麟光之翼

## 相關項目
- STUDIO MAUSU（日语：STUDIO MAUSU）（兄弟企業，專門從事音響製作和錄音的工作室）
- Machi★Asobi（2009年開辦，每年均會參加。2019年起由兄弟企業STUDIO MAUSU營運）

## 外部連結
- 株式會社Mausu Promotion公式官網 （页面存档备份，存于） （日語）